# ノースウエストアークティック郡 (アラスカ州)
ノースウェストアークティック郡（ノースウエストアークティックぐん、英: Northwest Arctic Borough）は、アメリカ合衆国アラスカ州の北西部に位置する郡である。2010年国勢調査での人口は7,523人である。郡庁所在地はコッツェブー（人口3,201人）である。1986年6月2日に設立された。

## 地理と気候
ノースウェストアークティック郡は北緯67度、西経160度に位置している。アメリカ合衆国国勢調査局に拠れば、郡域全面積は40,762平方マイル (105,573 km2)であり、このうち陸地は35,898平方マイル (92,976 km2)、水域は4,864平方マイル (12,597 km2)で水域率は11.93%である。陸地面積ではインディアナ州1州よりやや大きく、日本の4分の1に相当する郡である。
海岸線はチュクチ海に面している。スワード半島の北、コッツェブー湾は重要な野生生物の生息域であり、郡内でも大きな水域である。ここで目撃されたホッキョクグマの中に体重2002ポンド (907 kg) の雄がおり、史上最大とされている。

### 隣接する郡と国勢調査地域
- ノーススロープ郡 - 北
- ユーコン・コユクック国勢調査地域 - 東
- ノーム国勢調査地域 - 南

### 国立保護地域

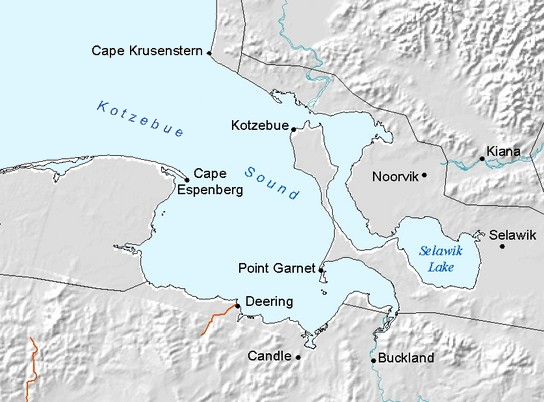
コッツェブー湾

- アラスカ海洋国立野生生物保護区、チュクチ海にかかっている
  - チャミソ原生地
- ベーリング陸橋国立保護地（部分）
- クルセンスターン岬国立保護区
- 北極圏の扉国立公園および保護地（部分）
  - 北極圏の扉原生地（部分）
- コバック・バレー国立公園
  - コバック・バレー原生地
- コユクック国立野生生物保護区（部分）
  - コユクック原生地（部分）
- ノアタク国立保護地（部分）
  - ノアタク原生地（部分）
- セラウィク国立野生生物保護区（部分）
  - セラウィク原生地（部分）

## 人口動態
以下は2000年の国勢調査による人口統計データである。
| 基礎データ - 人口: 7,208人 - 世帯数: 1,780 世帯 - 家族数: 1,404 家族 - 人口密度: 0.人/km2（0.人/mi2） - 住居数: 2,540 軒 - 住居密度: 0.軒/km2（0./mi2） 人種別人口構成 - 白人: 12.32% - アフリカン・アメリカン: 0.21% - ネイティブ・アメリカン: 82.46% - アジア人: 0.89% - 太平洋諸島系: 0.06% - その他の人種: 0.36% - 混血: 3.70% - ヒスパニック・ラテン系: 0.79% 言語による構成 - イヌピアック語あるいはエスキモー語：40.00% | 年齢別人口構成 - 18歳未満: 41.5% - 18-24歳: 10.0% - 25-44歳: 28.1% - 45-64歳: 15.5% - 65歳以上: 5.0% - 年齢の中央値: 24歳 - 性比（女性100人あたり男性の人口） - 総人口: 114.5 - 18歳以上: 120.7 世帯と家族（対世帯数） - 18歳未満の子供がいる: 55.2% - 結婚・同居している夫婦: 47.9% - 未婚・離婚・死別女性が世帯主: 19.7% - 非家族世帯: 21.1% - 単身世帯: 16.6% - 65歳以上の老人1人暮らし: 2.1% - 平均構成人数 - 世帯: 3.87人 - 家族: 4.36人 |

## 都市と国勢調査指定地域
郡内には10の都市と2の国勢調査指定地域がある。郡庁所在地に郡人口の40%以上が集中し、他の町は数百人程度である。
| - アンブラー - バックランド - ディアリング - キアナ - キバリナ - コバック | - コッツェブー - 郡庁所在地 - ノアタク - ヌアビク - レッドドッグマイン - セラウィク - シュングナク |